# Њасвиж
Њасвиж или Њесвиж (блр. Нясві́ж; рус. Не́свиж) је град у централном делу Републике Белорусије и део је Минске области. Административни је центар Њасвишког рејона.
Према процени из 2012. у граду је живело 14.434 становника.
Град је познат по бројним културно-историјским споменицима од којих су свакако најзначајнији Њасвишки замак која се налази на Унесковој листи светске баштине, градска већница и језуитска жупна црква из XVI века.

## Историја
Насеље под овим именом се први пут спомиње 1223. и у вези је са битком која се одиграла на том подручју 31. марта 1223, а која се помиње у Повести минулих лета. Према том летопису, име насеља потиче од једног од војсковођа Јурија Њесвишког (негде и Њесвицког) који је погинуо у тој бици.
О самом имену града постоје и бројне легенде. Према једној од њих на месту данашњег града некада је постојала јако висока планина због чије висине се није могло видети ништа иза ње, те су је локални становници звали Невидимой (или Невидљива). Током једне велике поплаве река је разорила планину и уситнила је у бројна мања брда, али је стари назив остао, и с временом је модификован у садашњи Њесвиж (односно њасвиж).
Најстарији археолошки докази о постојању насеља датирају из периода не старијег од XV века. Први историјски утемељени подаци о граду датирају из 1446. године и у вези су са предајом града од стране Великог литванског кнеза Казимира Јагелонца на управу кнезу Миколају Јану Немировичу.
Град је 1492. постао феудални посед извесног Петра Кишке, чија је сестра (или кћерка) Ана 1513. удајом за Јана Радзивила овај посед као мираз пренела под управу династије Радзивила (под чијом управом је био све до 1813). Из тог периода потиче и Њасвишка тврђава (саграђена 1586).
Највећи напредак Њасвиж је доживео у другој половини XVI века када је династијом управљао кнез Николај Сироти који је скромно села за кратко време претворио у уређен и напредан град у ком су деловале бројне занатске радионице и школа. Године 1562. у њасвишкој штампарији је штампана прва књига на белоруском језику и на ћириличном писму. Прво позориште у Белорусији основано је у Њасвижу. Град је добио Магдебуршко право 1586. године. Најбољи италијански и белоруски мајстори су учествовали у изградњи града у периоду 1584—1616. и из тог периода потиче већина данашњих камених грађевина (укључујући и тврђаву и бедеме уз реку Ушу).
Почетком XVIII века град је доживео велика разарања током Великог северног рата, и у потпуности је опљачкан од стране шведске војске 1706. године. Град је обновљен након рата, 1740. основан је градски балетски театар и официрска школа.
Од 1793. Њасвиж постаје део Руске Империје.
Према подацима пописа од 1. јануара 1896. године у граду је живело 10.237 становника, од чега су њих 5.692 били Јевреји, 2.890 православци, 1.545 католици, те 32 протестанта. У то време у граду је постојала синагога и неколико мањих јеврејских молитвених центара, два католичка жупна центра и једна православна црква.
Године 1921. Њасвиж улази у састав Пољске, а 1939. постаје део СССР. Од 1941. до 1944. био је под окупацијом Нацистичке Немачке и у том периоду јеврејска популација у граду је готово у целости истребљена. Од 1991. град је саставни део Републике Белорусије.

## Становништво
Према процени, у граду је 2012. живело 14.434 становника.
| 1979.  | 1989.  | 1999.  | 2009.  | 2012.  |
| ------ | ------ | ------ | ------ | ------ |
| 11.979 | 14.039 | 14.039 | 14.033 | 14.434 |

## Градске знаменитости
- Њасвишка тврђава - дворски комплекс, седиште владалачке породици Радзивил. Од 2005. налази се на Унесковој листи светске баштине.
- Језуитска црква пресветог Тијела Исусовог - једна од најстаријих језуитских цркава у свету и прва грађевина изграђена у барокном стилу на територији тадашње државне заједнице Пољске и Литваније (освештана 7. октобра 1601).
- Слуцка врата - једина преостала врата на улазу у град са истока, датирају с почетка XVIII века.
- Градска већница - један од најстаријих објеката те врсте у Белорусији. Саграђена је 1596. у стилу касног барока и ренесансе, а први пут реновирана 1752. године

## Међународна сарадња
Град Њасвиж има потписане уговоре о међународној сарадњи са следећим градовима:
- Кава де Тирени, Италија
- Горис, Јерменија
- Реутов, Московска област, Русија
- Злотув, Пољска
- Лајхинген, Баден-Виртемберг, Немачка